# Shannon McCurley
Shannon McCurley (nascida em 26 de abril de 1992) é uma ciclista australiana que compete em provas de ciclismo de pista.
Irá defender as cores da Irlanda no ciclismo nos Jogos Olímpicos de Verão de 2016 (Rio de Janeiro, Brasil).